# Illier-et-Laramade
Illier-et-Laramade (okzitanisch: Ilièr e la Ramada) ist eine französische Gemeinde mit 38 Einwohnern (Stand: 1. Januar 2022) im Département Ariège in der Region Okzitanien (vor 2016: Midi-Pyrénées). Die Gemeinde gehört zum Arrondissement Foix und zum Kanton Sabarthès. Die Bewohner nennen sich Illiermadois.

## Geografie
Illier-et-Laramade liegt etwa 20 Kilometer südsüdwestlich von Foix im Regionalen Naturpark Pyrénées Ariégeoises. Beim Ort Laramade d’en bas mündet das Gebirgsflüsschen Siguer in den Vicdessos. Umgeben wird Illier-et-Laramade von den Nachbargemeinden Lapège im Norden und Osten, Capoulet-et-Junac im Osten, Siguer im Südosten, Lercoul im Süden, Vicdessos im Südwesten sowie Orus im Westen.

## Bevölkerungsentwicklung
| Jahr                       | 1962 | 1968 | 1975 | 1982 | 1990 | 1999 | 2006 | 2019 |
| Einwohner                  | 46   | 36   | 30   | 36   | 31   | 20   | 21   | 33   |
| Quellen: Cassini und INSEE |      |      |      |      |      |      |      |      |